# Hard Candy
Hard Candy je jedenácté studiové album americké zpěvačky-textařky Madonny, jehož vydání bylo oznámeno na více dat v průběhu dubna 2008. Společnost Warner Bros. Records jej vydala 28. dubna. Je to poslední studiové album vydané v rámci Madonnina kontraktu s firmou Warner Bros.

## Seznam skladeb
| Pořadí | Název                                           | Hudba                                       | Text                                          | Délka |
| ------ | ----------------------------------------------- | ------------------------------------------- | --------------------------------------------- | ----- |
| 1.     | Candy Shop                                      | The Neptunes, Madonna                       | Pharrell Williams, Madonna                    | 4:16  |
| 2.     | 4 Minutes (feat. Justin Timberlake & Timbaland) | Timbaland, Timberlake, Danja                | Madonna, Timbaland, Timberlake, Nate Hills    | 4:04  |
| 3.     | Give It 2 Me                                    | The Neptunes, Madonna                       | Williams, Madonna                             | 4:48  |
| 4.     | Heartbeat                                       | The Neptunes, Madonna                       | Williams, Madonna                             | 4:04  |
| 5.     | Miles Away                                      | Timbaland, Timberlake, Danja                | Madonna, Mosley, Timberlake, Hills            | 4:49  |
| 6.     | She's Not Me                                    | The Neptunes, Madonna                       | Williams, Madonna                             | 6:05  |
| 7.     | Incredible                                      | The Neptunes, Madonna                       | Williams, Madonna                             | 6:20  |
| 8.     | Beat Goes On (feat. Kanye West)                 | The Neptunes, Madonna                       | Williams, Madonna, West                       | 4:27  |
| 9.     | Dance 2night (feat. Justin Timberlake)          | Timbaland, Timberlake, Lane, Demo Castellon | Madonna, Mosley, Timberlake, Hannon Lane      | 5:03  |
| 10.    | Spanish Lesson                                  | The Neptunes, Madonna                       | Williams, Madonna                             | 3:38  |
| 11.    | Devil Wouldn't Recognize You                    | Timbaland, Timberlake, Danja                | Madonna, Mosley, Timberlake, Hills, Joe Henry | 5:09  |
| 12.    | Voices                                          | Timbaland, Timberlake, Danja, Lane          | Madonna, Mosley, Timberlake, Hills, Lane      | 3:39  |

### Bonus
| Pořadí | Název        | Hudba                 | Text              | Délka |
| ------ | ------------ | --------------------- | ----------------- | ----- |
| 13.    | Ring My Bell | The Neptunes, Madonna | Williams, Madonna | 3:54  |

## Umístění
| Hitparáda(2008) | Umístění |
| --------------- | -------- |
| Kanada          | 1        |
| Německo         | 1        |
| Svět            | 1        |
| UK              | 1        |
| Česko           | 1        |
| USA             | 1        |